# 第20次長期滞在
第20次長期滞在（だい20じちょうきたいざい、Expedition 20）は、国際宇宙ステーションへの20回目の長期滞在である。2009年5月27日10:34EDTにソユーズTMA-15でバイコヌール宇宙基地から打ち上げられた。2009年5月29日にISSとドッキングし、公式に第19次長期滞在から第20次長期滞在に引き継がれた。
第20次長期滞在は、6人がステーションで生活する初めての長期滞在である。6人で居住するために、乗組員は2機のソユーズTMAで別々に飛来した。ソユーズTMA-14は2009年3月26日に第19次長期滞在の乗組員を運び、ソユーズTMA-15は2009年5月27日に打ち上げられた。
ゲンナジー・パダルカは、6人での長期滞在の初めての機長であり、連続した2つの長期滞在で初めて連続して機長を務める。ニコール・ストットはスペースシャトルで打ち上げられた最後の長期滞在乗組員となった。
若田光一は、匂いのつかない下着の実験をするため、1ヶ月間下着を洗わずに同じものをはき続けた。。

## 乗組員
| 職務                | 第1期 (2009年5月-7月)                       | 第2期 (2009年7月-8月)                       | 第3期 (2009年8月-10月)                      |
| ------------------- | ------------------------------------------- | ------------------------------------------- | ------------------------------------------- |
| 船長                | ゲンナジー・パダルカ, RSA （3度目の飛行）   | ゲンナジー・パダルカ, RSA （3度目の飛行）   | ゲンナジー・パダルカ, RSA （3度目の飛行）   |
| フライトエンジニア1 | マイケル・バラット, NASA （初飛行）         | マイケル・バラット, NASA （初飛行）         | マイケル・バラット, NASA （初飛行）         |
| フライトエンジニア2 | 若田光一, JAXA （3度目の飛行）              | ティモシー・コプラ, NASA （初飛行）         | ニコール・ストット, NASA （初飛行）         |
| フライトエンジニア3 | フランク・ディビュナー, ESA （2度目の飛行） | フランク・ディビュナー, ESA （2度目の飛行） | フランク・ディビュナー, ESA （2度目の飛行） |
| フライトエンジニア4 | ロマン・ロマネンコ, RSA （初飛行）          | ロマン・ロマネンコ, RSA （初飛行）          | ロマン・ロマネンコ, RSA （初飛行）          |
| フライトエンジニア5 | ロバート・サースク, CSA （2度目の飛行）     | ロバート・サースク, CSA （2度目の飛行）     | ロバート・サースク, CSA （2度目の飛行）     |

### バックアップ
- ジェフリー・ウィリアムズ　船長
- マクシム・スラエフ
- ティモシー・クリーマー
- キャスリン・コールマン
- クリス・ハドフィールド
- ディミトリ・コンドラティエフ
- アンドレ・カイパース